# Platyrhachus inaequalis
Platyrhachus inaequalis är en mångfotingart som beskrevs av Filippo Silvestri 1895. Platyrhachus inaequalis ingår i släktet Platyrhachus och familjen Platyrhacidae. Inga underarter finns listade i Catalogue of Life.